# Cueras
Cueras (oficialmente en asturiano Santolaya) es una parroquia del concejo de Cangas del Narcea, en el Principado de Asturias, España.
En 2020 contaba con 146 habitantes.